# عبد الرحمن عمر باعمر
عبد الرحمن عمر باعمر هو شاعر يمني. ولد عام 1925 في المكلا في محافظة حضرموت. تلقى تعليمه في المدارس الحكومية في المكلا. وعمل في التدريس فترة طويلة من 1938 حتى 1947. عمل في أبين بعدة أعمال إدارية. عاد إلى المكلا وعمل في مستشفى باشراحيل. له ديوان شعر مطبوع بعنوان «أنت الحياة».